# اندیس هریج (حراران)
هریج(حراران) یک اندیس فلزی است که در حوالی شهر بافت استان کرمان قرار دارد و مادهٔ معدنی موجود در آن، مس است.